# Bahnhof Karlovac
Der Bahnhof Karlovac (kroatisch: Željeznički kolodvor Karlovac) liegt im Karlovacer Stadtteil Banija. Betreiber des 1863 eröffneten Bahnhofs sind die Kroatischen Eisenbahnen (HŽ).

## Geschichte
Karlovac war nach dem Hauptbahnhof Zagreb einer der ersten Bahnhöfe in Kroatien. Bereits Mitte der 1840er Jahre gab es von kroatischen Großgrundbesitzern Pläne, Karlovac durch eine Pferdeeisenbahn mit Zagreb und den Handelswegen der Binnenschifffahrt über Drau und Donau zu verbinden. 1863 wurde die erste Bahnstrecke Zagreb-Karlovac fertiggestellt und in Karlovac ein erstes, hölzernes Bahnhofsgebäude errichtet. 1870 wurde die Bahnstrecke um die Linie Zagreb-Koprivnica erweitert, und damit eine Verbindung nach Budapest hergestellt. 1873 wurde die Verbindung von Karlovac zum Seehafen Rijeka fertiggestellt; die erste Maschine passierte, unterwegs nach Fiume, am 6. September des Jahres den Bahnhof der Stadt Ogulin.
Das heutige Empfangsgebäude des Bahnhofs Karlovac entstand in den Jahren 1902 bis 1903. Das schlichte, im Stil des Historismus errichtete Bauwerk besteht aus einem knapp 200 m langen eingeschossigen Bahnbau, einer zweigeschossigen mittig angeordneten Empfangshalle sowie zwei seitlichen Kopfbauten. 1906 wurde die Verbindung nach Sisak-Caprag eröffnet, 1914 die Fernverbindung der Ungarischen Staatsbahn über Bubnjarci in das österreichische Weißkrain nach Laibach.
Nach dem Ersten Weltkrieg ging der Bahnhof an die Jugoslawischen Eisenbahnen (JDŽ, später JŽ) über, 1991 an die Kroatischen Eisenbahnen (HŽ).

## Verkehr

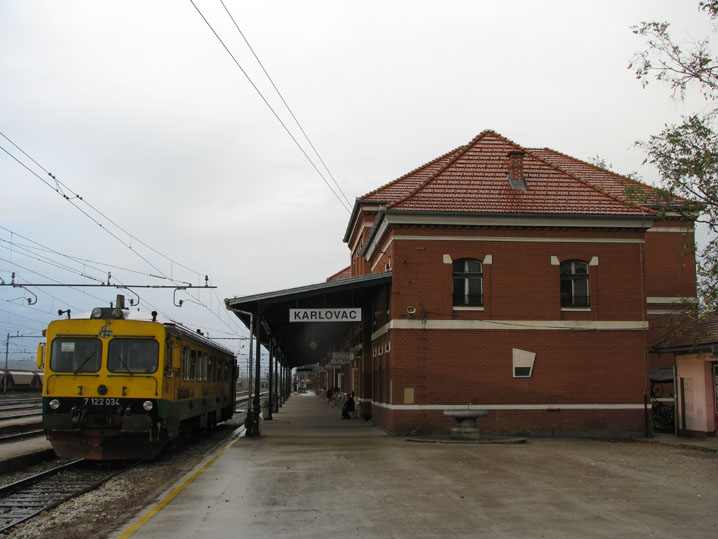
Überdachter Bahnsteig

Folgende Fernverkehrsleistungen verkehrten im Jahr 2012 im Bahnhof Karlovac:
| Linie  | Strecke                                              | Taktfrequenz |
| ------ | ---------------------------------------------------- | ------------ |
| IC 520 | Karlovac – Zagreb Hauptbahnhof                       | täglich      |
| IC 521 | Karlovac – Gospić – Gračac – Knin – Perković – Split | täglich      |
| IC 522 | Karlovac – Zagreb Hauptbahnhof                       | täglich      |